# Hannut
Hannut (prononcer [any] ; en wallon Haneù, en néerlandais Hannuit) est une ville francophone de Belgique située en Région wallonne dans la province de Liège, en Hesbaye.

## Géographie

### Situation
Hannut se situe en Moyenne Belgique, à 65 km de Bruxelles, 35 de Liège, 30 de Namur et 23 de Huy. L'autoroute E40 passe au nord et à l'est de la commune (5 à 10 km), Hannut est en outre traversée par la RN 64 (Tirlemont-Huy), la RN 80 (Namur-Hasselt) et se trouve à l'extrémité de la RN 240 la reliant à Wavre.
Inauguré à la fin d'année 2006, le RAVeL (Réseau autonome des voies lentes) traverse la commune hesbignonne de la frontière linguistique jusqu'à la commune de Braives.

### Communes limitrophes
|            | - Lincent - Landen | Gingelom |
| Orp-Jauche | Hannut             | Geer     |
| Wasseiges  | Burdinne           | Braives  |

### Sections et hameaux
En 1970, Hannut est fusionnée avec les communes de Abolens, Avernas-le-Bauduin, Bertrée, Blehen, Cras-Avernas, Crehen, Lens-Saint-Remy, Poucet et Villers-le-Peuplier (AR du 26/06/1970, Loi du 17/07/1970).
À cette entité sont ajoutés en 1977 : Avin, Grand-Hallet (avec Petit-Hallet et Wansin de par la fusion de 1964), Merdorp, Moxhe, Thisnes et Trognée.
| #  | Nom                 | Superf. (km²) | Habitants (2020) | Habitants par km² | Code INS |
| -- | ------------------- | ------------- | ---------------- | ----------------- | -------- |
| 1  | Hannut              | 6,66          | 5.049            | 758               | 64034A   |
| 2  | Avernas-le-Bauduin  | 4,91          | 785              | 160               | 64034B   |
| 3  | Bertrée             | 2,78          | 578              | 208               | 64034C   |
| 4  | Cras-Avernas        | 5,00          | 599              | 120               | 64034D   |
| 5  | Poucet              | 2,35          | 391              | 166               | 64034E   |
| 6  | Abolens             | 2,71          | 295              | 109               | 64034F   |
| 7  | Blehen              | 1,98          | 269              | 136               | 64034G   |
| 8  | Lens-Saint-Remy     | 5,89          | 1.220            | 207               | 64034H   |
| 9  | Villers-le-Peuplier | 6,62          | 814              | 123               | 64034J   |
| 10 | Crehen              | 4,79          | 838              | 175               | 64034K   |
| 11 | Trognée             | 3,40          | 366              | 108               | 64034L   |
| 12 | Avin                | 6,69          | 771              | 115               | 64034M   |
| 13 | Moxhe               | 4,38          | 889              | 203               | 64034N   |
| 14 | Thisnes             | 9,88          | 1.435            | 145               | 64034P   |
| 15 | Merdorp             | 5,73          | 747              | 130               | 64034R   |
| 16 | Grand-Hallet        | 5,09          | 1.022            | 201               | 64034S0  |
| 17 | Petit-Hallet        | 3,73          | 359              | 96                | 64034S1  |
| 18 | Wansin              | 4,04          | 258              | 64                | 64034S2  |

Source: StatBel Population par secteur statistique
Outre les 18 sections qui la composent, la commune de Hannut comporte d'autres localités qui peuvent être qualifiées de « hameaux » même si celles-ci ne sont pas du tout comparable à la taille de hameaux tels Pitet (Fallais, Braives), Hosdent (Latinne, Braives) ou encore des nombreux hameaux de Celles-lez-Waremme.
Voici les plus importants d'entre eux :
- Al Copète (Wansin) ;
- Au Chèra (Wansin) ;
- Atrive (Avin) ;
- Coron-de-Moxhe (Moxhe) ;
- Croisette (Crehen) ;
- Dieu-le-Garde (Crehen) ;
- L'Empereur (Moxhe) ;
- Le Marais → Grand-Marais (Lens-Saint-Remy) + Petit-Marais (Lens-Saint-Remy, Blehen) ;
- Le Rivage (Cras-Avernas) ;
- Mohéry (Avin) ;
- Moxheron (Moxhe) ;
- Poilu Fossé (Hannut) ;
- Saint-Etienne (Thisnes) ;
- Saint-Joseph (Merdorp) ;
- Warichet (Wansin).

### Hydrographie
La Hesbaye est globalement peu arrosée, sauf par la Gette au nord-ouest, le Geer à l'est et la Mehaigne en son milieu. Ainsi les villages de Villers-le-Peuplier, Poucet, Cras-Avernas, Trognée, Bertrée, Avernas le Bauduin, Grand et Petit Hallet, Wansin et Thisnes (via l'Absoul) appartiennent au bassin hydrographique de l'Escaut par l'intermédiaire du Henri-Fontaine, de la Gette, Dyle, Démer... Au contraire, Lens-St-Rémy se situe près de la source du Geer et appartient donc au bassin hydrographique de la Meuse, de même que les villages arrosés par la Mehaigne. Celle-ci est la seule rivière d'importance traversant le sud de la commune de Hannut, notamment Moxhe et Avin. Ailleurs, de petits affluents de ces trois rivières hesbignonnes (Gette, Geer et Mehaigne) sillonnent les villages et les champs. La région porte donc bien le nom de "Hesbaye sèche".

### Topographie
Comme ailleurs en Hesbaye, le relief de la commune est faiblement marqué, tout au plus par quelques molles ondulations générant des vallées peu profondes et orientées sud-ouest - nord-est. Le paysage, très ouvert, est caractérisé par de larges horizons dépourvus de couvert forestier. Quelques bosquets épars ponctuent des terres essentiellement consacrées à l'agriculture. L'habitat, groupé à l'origine autour d'une église et de quelques fermes, se développe depuis quelques décennies en étoile, développant de longs rubans presque continus ou de plus grands centres urbains entre certains villages (Thisnes, Crehen, Hannut, Villers-le-Peuplier ne forment ainsi qu'une agglomération ; Petit et Grand-Hallet se sont rejoints et tendent vers Wansin, etc).

### Géologie
La Hesbaye jouit d'une épaisse couverture limoneuse, très riche, héritée de la dernière période glaciaire. Cette couche de lœss en fait l'une des régions les plus fertiles au monde.

## Démographie

### Démographie: Avant la fusion des communes
- Source: DGS recensements population

### Démographie: Commune fusionnée
En tenant compte des anciennes communes entraînées dans la fusion de communes de 1977, on peut dresser l'évolution suivante:
Les chiffres des années 1831 à 1970 tiennent compte des chiffres des anciennes communes fusionnées.
- Source: DGS , de 1831 à 1981=recensements population; à partir de 1990 = nombre d'habitants chaque 1 janvier[1]

## Histoire
La région fut habitée dès la Préhistoire, largement romanisée sans doute, et cité importante du duché de Brabant au Moyen Âge. Depuis l'élargissement des territoires français, espagnols ou hollandais, à l'échelle européenne, Hannut est plongée dans une sorte d'éclipse historique qui occulte un passé ancien.
La région est fréquentée dès le Néolithique, comme l'attestent des découvertes réalisées aux XIXe et XXe siècles ; la richesse des terres est en effet favorable aux premières expérimentations agricoles de cette période. Une voie romaine capitale (d'origine plus ancienne ?) traverse le sud de la commune, tandis que des tombes jalonnent les diverticules ; la présence romaine est confirmée à de multiples endroits, jusque dans la toponymie de Villers-le-Peuplier. Toutefois, l'essentiel de la Préhistoire et de l'Antiquité de la commune a échappé aux archéologues. Seules des découvertes fortuites ou des prospections de surface témoignent d'une occupation du sol.[réf. nécessaire]
Au XIIe siècle, la ville fait partie intégrante du duché de Brabant, mais aux confins de celle-ci. Le Duc Henri Ier de Brabant confère à Hannut les droits d'une ville, bien que Hannut ne figure pas au nombre des villes du Brabant, citées en 1272. Les rues de Thouars et du Rempart Saint-Christophe témoignent encore, jusque dans leur tracé, de l'existence d'une enceinte médiévale. Hannut disposait bien et bien d'une enceinte, privilège de ville, mais peut-être pas du statut officiel. Un château aurait dominé la ville à partir du XIIe siècle, il est mentionné dans une charte en 1222. Il était situé à l'endroit occupé actuellement par l'Institut Saint-Cœur-de-Marie. Le bosquet à l'arrière n'a jamais été fouillé (de manière archéologique du moins) et pourrait être un ancien cimetière franc, à l'image de la tombe d'Avernas, d'où l'ancien nom du quartier dit du Tombeux. Monnaie était battue à Hannut ; des exemplaires ont été retrouvés. Tous ces indices confirment le rôle important que la cité avait pris dans la deuxième moitié du Moyen Âge. Place de marché, au centre d'une région fertile mais au bord de territoires ennemis, Hannut dut connaître une certaine activité à cette époque. Après la bataille de Steppe, en 1213, Hugues de Pierrepont, prince évêque de Liège, fit brûler la ville.[réf. nécessaire]
Du Moyen Âge, il nous reste entre autres l’église, probablement une partie du "couvent des dames", et surtout une statue de saint Christophe portant l'Enfant-Jésus, conservée en l'église qui lui est dédiée. Cette statue, en bois polychrome, est de taille imposante.[style à revoir]
La fin du Moyen Âge et la période contemporaine voient se déplacer les épicentres du pouvoir vers Bruxelles, Liège, Paris : les anciennes frontières entre les duchés perdent de leur importance stratégique ; Hannut ne fait plus parler d'elle.[réf. nécessaire]
Au XVIe siècle, on compte une vingtaine d'habitations, puis la ville s'étend en dehors de ses murs vers Huy au cours des deux siècles suivants.[réf. nécessaire]
Au XIXe siècle, les dernières portes et les remparts sont abattus et les gravats sont utilisés pour combler l’étang (flot) qui se trouvait sur la Grand Place. La construction des grand-routes (nationales 80 et 64), l'arrivée du train (ligne 127, Huy - Landen) puis de trois lignes de tram vicinal au début du vingtième siècle contribuent au développement intense de la ville, devenue un centre important de la région.[réf. nécessaire]
La bataille de Hannut, durant la bataille de France et considérée comme la première bataille de chars de la Seconde Guerre mondiale, oppose du 12 au 14 mai 1940 le corps de cavalerie français commandé par le général Prioux au 16e corps blindé allemand du général Hoepner

## Héraldique
|  | La ville possède des armoiries qui lui ont été octroyées le 16 août 1844. Elles sont basées sur les sceaux médiévaux de la cité lesquels montraient un château et les armoiries des Ducs de Brabant-Limbourg. Le plus vieux sceau avec les armoiries date de 1360. Les armoiries pourraient avoir été conçues en 1355 lorsque les droits de la ville lui ont été accordés par la duchesse Johanna de Brabant-Limbourg. Blasonnement : De gueules, à un château ouvert et crénelé, d'or maçonné de sable, le donjon de même, chargé des armes de Brabant-Limbourg. Source du blasonnement : Heraldy of the World. |

## Politique et administration

### Collège et conseil communal 2024-2030
Ci-dessous, le tableau des résultats des élections communales de 2024.
| Parti | Parti                   | Voix (2024) | Voix (2018) | % (2024) | % (2018) | +/-    | Sièges  | +/-  | Collège |
| ----- | ----------------------- | ----------- | ----------- | -------- | -------- | ------ | ------- | ---- | ------- |
|       | ECOLO                   | 675         | 1.230       | 6,06%    | 11,42%   | 5.36 % | 0 / 25  | 2.0  | Non     |
|       | LES ENGAGÉS POUR HANNUT | 3.021       | -           | 27,13%   | -        | 0.0 %  | 7 / 25  | 7.0  | Non     |
|       | Liste du MayeuR         | 6.191       | -           | 55,59%   | -        | 0.0 %  | 16 / 25 | 16.0 | Oui     |
|       | Hannut Pour Tous !      | 1.249       | -           | 11,22%   | -        | 0.0 %  | 2 / 25  | 2.0  | Non     |
|       | liste MayeuR            | -           | 5.671       | -        | 52,65%   | 0.0 %  | - / 25  | 15.0 | Non     |
|       | PS                      | -           | 1.579       | -        | 14,66%   | 0.0 %  | - / 25  | 3.0  | Non     |
|       | LA DROITE               | -           | 272         | -        | 2,53%    | 0.0 %  | - / 25  | 0.0  | Non     |
|       | H+                      | -           | 2.019       | -        | 18,74%   | 0.0 %  | - / 25  | 5.0  | Non     |
| Total | Total                   | 11 136      | 10 771      | 100 %    | 100 %    |        | 25      |      |         |

| Collège communal   |                   |                      |
| ------------------ | ----------------- | -------------------- |
| Bourgmestre        | Manu Douette      | MR - Liste du MayeuR |
| 1er Échevin        | Martin Jamar      | MR - Liste du MayeuR |
| 2e Échevin         | Niels's Heeren    | MR - Liste du MayeuR |
| 3e Échevin         | Olivier Leclercq  | MR - Liste du MayeuR |
| 4e Échevine        | Coralie Cartilier | Liste du MayeuR      |
| 5e Échevin         | Thomas Callut     | Liste du MayeuR      |
| Présidente du CPAS | Florence Degroot  | MR - Liste du MayeuR |

## Patrimoine et culture

### Patrimoine architectural et sites

#### Toutes périodes
- Nombreuses fermes en long ou en carré.
- Nombreuses potales à la croisée des chemins ou en plein champ.

#### Préhistoire
- Des vestiges néolithiques ont été découverts à Abolens, à Avin. À Wansin, des gisements de silex et des outils, découverts au XIXe siècle, témoignent d'une activité intense au néolithique.

#### Antiquité
- Plusieurs tombes d'époque romaine ont été répertoriées sur le territoire de la commune : Abolens, Avernas-le-Bauduin, Blehen, Merdorp, Villers-le-Peuplier. Parmi celles-ci, se trouvent le tumulus d'Avernas, les tumuli de Mirteaux, la tombe de l'Empereur et le tumulus de Blehen.
- La chaussée romaine reliant Bavai à Cologne longe le sud du territoire de Lens-Saint-Remy ainsi que celui de Villers-le-Peuplier et traverse Moxhe. De très nombreuses découvertes ont été réalisées sur le territoire voisin de Braives.

#### Moyen Âge

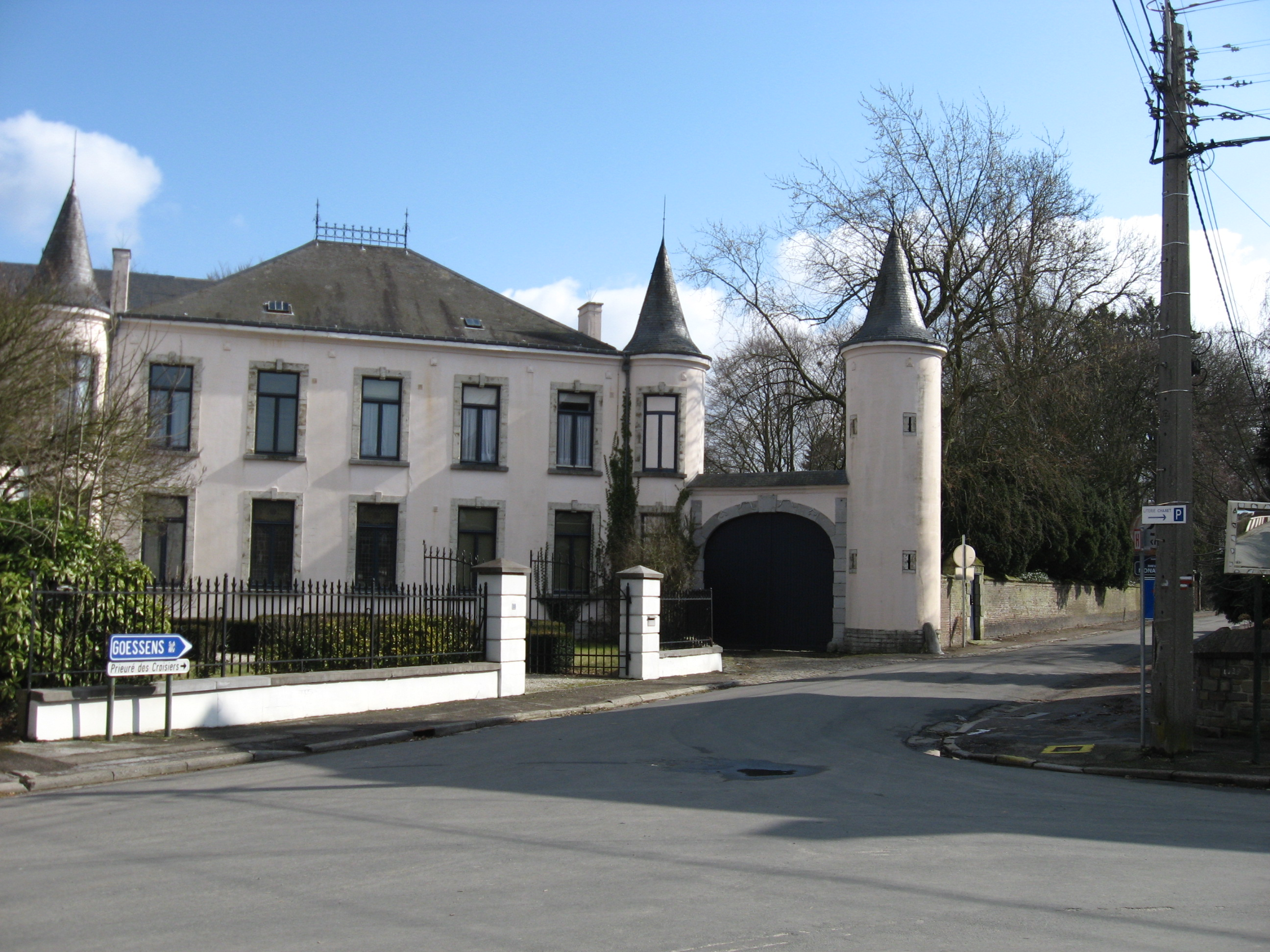
Le château Snyers.

- Le château Snyers.Un cimetière mérovingien est signalé à Merdorp.
- L'église d'Avernas-le-Bauduin, mentionnée dès le premier quart du XIIe siècle, marquée d'une imposante tour refuge en moellons de silex et de grès.
- L'église romane de Thisnes, dédiée à saint Martin.
- Église et statue Saint-Christophe à Hannut, datées du XIVe siècle.
- Monastère de Bertrée (aujourd'hui disparu) et statue de saint Pierre actuellement placée au-dessus de la porte de l'église du même nom.

#### Temps modernes
- Moulin du Henri-Fontaine à Grand-Hallet (XVIIe siècle).
- Château-ferme de Trognée (XVIIe siècle).
- Potale monumentale à Bertrée, millésimée de 1771.
- Château Snyers à Hannut (XVIIe siècle).

#### Période contemporaine
- Noviciat des pères Croisiers à Avin et couvent-collège à Hannut.
- Musée de la boîte en fer-blanc à Grand-Halle.

### Culture
- Depuis plus de 20 ans, le dernier week-end d'octobre, la ville de Hannut devient la capitale européenne du puzzle et accueille les 24 Heures-Puzzle, au cours desquelles des équipes s'affrontent pour réaliser le plus grand nombre de puzzles possible.
- Jusqu'en 2013, la « M'ANU'Factur ROCK » a permis aux jeunes et moins jeunes de s'initier à la musique et proposait une programmation de concerts et d'événements dans l'entité. Afin de trouver les moyens nécessaires au bon fonctionnement de cette nouvelle association, des concerts avaient lieu tous les trimestres. Les cours de musiques sont depuis repris par la "Teenage Rock Team" au sein de la Maison des Jeunes de Hannut.
- La Route jolie vers l'Ardenne et la Route des blés d'or sont des itinéraires cyclo-touristiques traversant notamment le territoire de Hannut.
- Cela fait de nombreuses années qu'elle accueille la foire du vin (Rotary) au Marché Couvert.
- HTP (Hannut tourisme promotion) organise plusieurs animations dans la commune comme Saga africa, le festival country, le défilé du 21 juillet l'après-midi avec leurs magnifiques ânes à la fin de celui-ci.¨
- Leurs associations patriotiques font énormément de sorties avec leurs drapeaux dans la commune et à l'extérieur aussi.
- Depuis 2014 une ASBL baptisée "Tour des villages" vise à mettre en évidence le patrimoine culturel des villages. Elle organise des visites en septembre, accompagnée d'un concert dans l'église du village visité en septembre. Le but est également de former, in fine, un corpus documentaire sur chaque village de l'entité.

Hannut dispose d'une Académie où l'on enseigne diverses matières comme: la danse, la musique, le chant, le théâtre, la diction-déclamation, le solfège, etc.

## Enseignement
L'entité de Hannut dispose de nombreux établissements scolaires :
- L'Athénée Royal (fondamental et secondaire) ;
- Lycée et Collège Sainte-Croix (fondamental et secondaire) ;
- Écoles communales d'Avernas, Cras-Avernas, Lens-Saint-Remy, Thisnes, Grand-Hallet, Merdorp et Moxhe,
- Le Saint-Cœur-de-Marie (primaire).

Trois établissements de l'enseignement spécialisé :
- Les Orchidées (secondaire) ;
- Les Lauriers (primaire) ;
- L'école Spécialisée Sainte-Croix (primaire).

## Sports et vie associative

### Sports
Le parc aquatique Plopsaqua Hannut-Landen se situe sur la commune de Hannut.
Hannut dispose de nombreux clubs sportifs :
- aïkido,
- athlétisme[5],
- aquagym,
- basket-ball,
- cyclisme,
- cyclotourisme,
- équitation,
- escalade,
- football,
- football en salle,
- floorball,
- golf,
- gymnastique,
- fitness,
- Hockey sur gazon[6],
- judo,
- kin-ball,
- Krav Maga[7],
- kung-fu,
- marche,
- natation,
- pétanque,
- plongée,
- qi gong[8],
- squash,
- Swin golf,
- Tai-chi-chuan,
- taekwondo,
- tennis,
- tennis de table,
- volley-ball,
- Cross de Hannut[9],
- La piscine communale, fermée en 2020[10],[11].

### Vie associative

#### Mouvements de Jeunesse
- Les Scouts.
- Guides.
- Scouts et guides pluralistes.
- Patro.

## Personnalités célèbres de la commune
- Zénobe Gramme, électricien, inventeur de la dynamo, qui y a habité.
- Paul Brien, naturaliste belge, où il est né.
- Hervé Jamar.

Bourgmestre honoraire, Ministre Fédéral Honoraire et Gouverneur de la Province de Liège, y vit.